# Duncombe, Iowa
Duncombe là một thành phố thuộc quận Webster, tiểu bang Iowa, Hoa Kỳ. Năm 2010, dân số của thành phố này là 410 người.

## Dân số
Dân số qua các năm:
- Năm 2000: 474 người.
- Năm 2010: 410 người.